# Severina

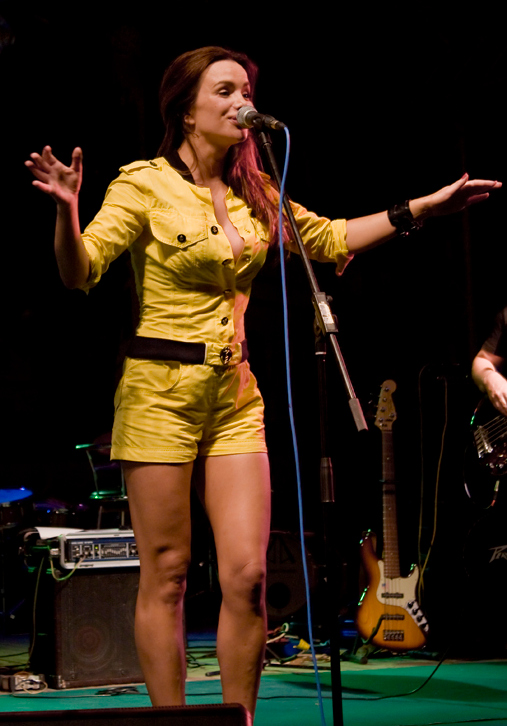
Severina 2008 auf einem Konzert in Karlovac

Severina Kojić (* 21. April 1972 in Split, SFR Jugoslawien als Severina Vučković), besser bekannt unter ihrem Vornamen Severina, ist eine kroatische Pop-Sängerin.

## Leben
Severina ist unter ihrem Vornamen bekannt, wird aber aufgrund ihrer Beliebtheit in Kroatien dort bisweilen Seve nacionale genannt. Ihr bürgerlicher Name ist Severina Kojić, seit sie im Oktober 2015 den serbischen Fußballtorhüter Igor Kojić (* 1987) geheiratet hat.
Severina hat ihre gesamte Schulzeit in Split verbracht. Nach acht Jahren in der Grundschule schrieb sie sich in die „Glazbena Skola Josipa Hatzea“ ein. Diese Schule brach sie aufgrund ihrer Musikkarriere nach kurzer Zeit ab.

## Karriere
Mit 17 Jahren veröffentlichte sie ihr Debüt-Album Severina. Das Lied Djevojka sa sela wurde 1998 zur Hymne der kroatischen Fußballfans bei der WM 1998. Es folgte 1999 das Album Ja samo pjevam, das mehr als 50.000-mal verkauft wurde. 2001/02 führte sie in Kroatien und Bosnien und Herzegowina ihre erfolgreiche Virujen-u-te-Tour durch.
2004 tauchte ein etwa zehn Jahre altes elfminütiges Privatvideo von Severina im Internet auf, in dem sie mit einem verheirateten Mann beim Sex zu sehen ist. Bis dahin war Severinas Image geprägt von religiöser Enthaltsamkeit. Vučković versuchte vergeblich, die Verbreitung des Videos zu verhindern. Außerhalb des ehemaligen Jugoslawiens brachte ihr das Video einen Bekanntheitsschub.

### Transnationaler Erfolg
2006 gewann sie mit dem Lied Moja štikla („Mein Stöckelschuh“) das Dora-Festival und vertrat Kroatien beim Eurovision Song Contest (ESC), bei dem sie mit 56 Punkten den 12. Platz erreichte. Die Auswahl eines Turbo-Folk-Liedes für den Eurovision Song Contest 2006 wurde in der kroatischen Öffentlichkeit heftig diskutiert, zumal mit Goran Bregović ein sich selbst als Jugoslawe bezeichnender Produzent für das Arrangement verantwortlich war. Musiker und Politiker fragten, ob ein solcher Beitrag Kroatien angemessen vertreten könne.
Bereits 2001 war Severina eine der ersten Künstlerinnen Kroatiens, die nach dem Zerfall Jugoslawiens den serbischen Markt ansprachen, als sie bei Đorđe Balaševićs Konzert in Novi Sad (Serbien) auftrat. Severina ist außerdem sehr beliebt in Serbien, Slowenien, Bosnien-Herzegowina, Montenegro und Mazedonien. Zahlreiche Konzerte und Touren führen sie regelmäßig in die Nachbarländer Kroatiens.
2016 hatte Severina mit Sta je svit, einem Duett mit Goran Karan, einen Nummer-eins-Hit in Kroatien. Parallel zu ihrer künstlerischen Karriere unterstützt sie öffentlich die gleichgeschlechtliche Ehe und setzt sich als Hetero-Verbündete für die Rechte von Homosexuellen ein.

### Filmkarriere
In Filmen und Theaterstücken wirkte Severina ebenfalls mit. Hier zu erwähnen sind das Monodrama Čekajući svog čovika, das Musical Karolina Riječka und das Stück Glembajevi.
2004 spielte sie die Hauptrolle in dem Mockumentary Gdje je nestala Slovenija? („Wohin ist Slowenien verschwunden?“). In dem Film spielt sie die Sprecherin der kroatischen Hauptnachrichten, die darüber berichtet, dass Slowenien am Tag des EU-Beitritts im Südpazifik verschwunden ist.
Auch für den bosnischen Film Duhovi Sarajeva stand Severina vor der Kamera.

## Trivia
- Severina und Danijela Martinović, die 1998 für Kroatien beim ESC antrat, besuchten die gleiche Schulklasse.
- Bereits drei Künstler widmeten Severina ein Lied. Rapper Edo Maajka veröffentlichte 2006 auf seinem Album Stigo Ćumur den Song Severina. Auch DJ Krmak schrieb ihr ein Lied namens Severina, das auf seinem Album DJ Krmak & Dream Team erschien. Jacques Houdek parodiert Severina mit seinem Titel Mala je dala aus dem Album Carolija. Auch Severina hat ein Lied mit dem Titel Mala je dala:
- Alka Vuicas Lied Bolje bi ti bilo („Es wäre besser für dich“) enthält die Zeile Ma koja Severina, ja sam ljuta paprika („Welche Severina, ich bin eine scharfe Paprika“) in Anlehnung an die Severina-Manie in Kroatien.

## Diskografie

### Alben
- 1990: Severina
- 1992: Severina
- 1993: Dalmatinka
- 1995: Trava zelena
- 1996: Moja stvar
- 1998: Djevojka sa sela
- 1999: Ja samo pjevam
- 2001: Pogled ispod obrva (HR: Platin)[10]
- 2004: Severgreen
- 2008: Zdravo Marijo
- 2012: Dobrodosao u Klub
- 2019: Halo

### Livealben
- 1999: Paloma nera – uživo
- 2002: Virujen u te – uživo
- 2010: Tridesete – uživo
- 2014: Dobrodošao U Klub – Live

### Kompilationen
- 2002: 18 velikih hitova
- 2005: Coctail
- 2006: The Best Of
- 2006: The Platinum Collection
- 2014: Brazil

### EPs
- 2006: Moja štikla / Moj sokole
- 2023: Sorry

### Singles (Auswahl)
- 1992: Tvoja prva djevojka
- 1993: Dalmatinka
- 1993: Paloma nera
- 1998: Djevojka sa sela
- 1998: Rastujem se od života (mit Željko Bebek)
- 1999: Ja samo pjevam
- 1999: Ante
- 1999: Da Si Moj
- 2001: Ajde, Ajde Zlato Moje
- 2001: Krivi spoj
- 2002: ’Ko Je Kriv (mit Boris Novković)
- 2006: Moja štikla
- 2008: Gas Gas
- 2008: Tridesete
- 2009: Lola (mit Miligram)
- 2012: Dobrodošao U Klub
- 2012: Uzbuna
- 2012: Brad Pitt
- 2012: Ko me tjero
- 2012: Grad bez ljudi
- 2012: Italiana (feat. FM Band)
- 2012: Tarapana
- 2013: Hurem
- 2014: Generale (feat. Učiteljice)
- 2014: Uno Momento (feat. Ministarke)
- 2014: More Tuge (feat. Saša Matić)
- 2016: Sekunde
- 2017: Kao
- 2017: Mrtav Bez Mene
- 2017: Hazarder (feat. Leon)
- 2017: Otrove (feat. Jala Brat)
- 2018: Unaprijed Gotovo (feat. Petar Grašo)
- 2018: Tutorial (feat. Ljuba Stanković)
- 2018: Magija (feat. Jala Brat)
- 2018: Imaš Pravo
- 2019: Popila
- 2019: Mirna
- 2019: Halo
- 2019: Kafana
- 2019: Fatamorgana
- 2019: LosHa
- 2019: Rodjeno moje
- 2019: Od leta do leta (mit Miligram)
- 2022: Fališ mi (feat. Azis)
- 2022: Vjerujem u boga
- 2023: Sorry
- 2023: Metak (feat. Nucci)